# Besøg i en Statsungdomslejr
Besøg i en Statsungdomslejr er en dansk dokumentarfilm fra 1940.

## Handling
Ved Beskæftigelsesloven af 1938 oprettedes otte statsungdomslejre, som unge skulle bo og arbejde i. Filmen viser Statsungdomslejren Klosterheden - en lejr på den jyske hede. Bygningerne er opført i træ, der er plads til 120 elever. De unge hjælper til med arbejdet på heden: hedeopdyrkning giver kræfter og sundhed til byboen og god agerjord til kommende slægter! Tørvegravning med vandspade er hårdt arbejde. 2 mio. tørv blev lagt ud. Heden skal afvandes - 4-5 km kanal skal graves. I lejrkøkkenet er der fuld gang i panderne, de unge hjælper til, også med rengøringen. En ny lejr er under opførelse på heden, den bygges som tre landbrug. Der bor en eneboer på heden i en helt særlig 'villa'. Drengene fabrikerer også små knipper optændingsbrænde. De første kartofler samles på de nyopdyrkede arealer.